# حکیم منجم
حکیم منجم (عربی: الحكيم المنجم) (درگذشته ۱۱۰۳) اولین داعی (مبلغ) فرقه اسماعیلیه در سوریه بود.
حکیم منجم در قرن دوازدهم از قلعه الموت به سوریه فرستاده شد؛ احتمالاً او با تعدادی از مأموران زیردست راهی این سفر شده باشد. او به حلب در شمال سوریه که محل مناسبی برای شروع فعالیت‌هایش بود رفت، زیرا جمعیت زیادی از شیعیان در این شهر سکونت داشتند و همچنین به کوه جبل السماق که قبلاً اسماعیلیان در آن حضور داشتند نزدیک بود. علاوه بر این، امیر سلجوقی شهر حلب، رضوان بن تتش که نسبت به سایر امرای رقیب در موقعیت نظامی ضعیفی قرار داشت به دنبال متحدان جدیدی می‌گشت. حکیم منجم موفق به جلب رضایت رضوان شد و آنها با یکدیگر متحد شدند. نزاریان دارالدعوه‌ های (محل تجمع اسماعیلیان) خود را در حلب تأسیس کردند و فعالیت‌های مذهبی خود را آغاز کردند. برخی استدلال می‌کنند که خود رضوان ممکن است از نوکیشان اسماعیلی بوده باشد، اما این امر بعید است. در ماه مه ۱۱۰۳، جناح الدوله، حاکم مستقل حمص و یکی از مخالفان اصلی رضوان، توسط سه فدایی اسماعیلی در مسجد جامع حمص ترور شد. این قتل ظاهراً به دستور حکیم منجم صورت گرفته بود. این رویداد مردم شهر را شوکه کرد و اکثر تُرکان حمص به دمشق گریختند. دقاق بن تتس، امیر دمشق، سپس به سرعت حمص را تصرف کرد و از سقوط آن به دست فرانک‌ها جلوگیری کرد. حکیم منجم چند هفته پس از قتل جناح الدوله درگذشت. پس از مرگ حکیم منجم، ابو طاهر الصائغ (ابو طاهر اهل ایران بود) جانشین وی به عنوان رهبر اسماعیلیان سوریه شد.